# Web Services Interoperability Technology
Web Services Interoperability Technology (WSIT) es un proyecto de código abierto iniciado por Sun Microsystems para desarrollar la próxima generación de tecnologías de servicios web. Proporciona interoperabilidad entre Java Web Services y Windows Communication Foundation (WCF) de Microsoft.
Se compone de APIs de Java que permiten características WS-* avanzadas para ser usadas de una forma que es compatible con Windows Communication Foundation de Microsoft usado por .NET. La interoperabilidad entre diferentes productos se lleva a cabo mediante la aplicación de una serie de especificaciones de servicios web, como JAX-WS que proporciona interoperabilidad entre Java Web Services y Microsoft Windows Communication Foundation.
WSIT se distribuye bajo los términos de la licencia de código abierto CDDL, y se encuentra actualmente en desarrollo como parte del proyecto Metro.
WSIT es una serie de extensiones para el protocolo SOAP básico, por lo que utiliza JAX-WS y JAXB. No es un nuevo protocolo, como el binario DCOM.
WSIT implementa las especificaciones WS-I, incluyendo:
- Metadatos
  - WS-MetadataExchange
  - WS-Transfer
  - WS-Policy
- Seguridad
  - WS-Security
  - WS-SecureConversation
  - WS-Trust
  - WS-SecurityPolicy
- Mensajería
  - WS-ReliableMessaging
  - WS-RMPolicy
- Transacciones
  - WS-Coordination
  - WS-AtomicTransaction